# Луппіан Лариса Регінальдівна
Лариса Регінальдівна Луппіан (нар. 26 січня 1953, Ташкент) — радянська і російська актриса театру і кіно, Народна артистка Російської Федерації (1999). Дружина актора Михайла Боярського, мати Сергія Боярського і Єлизавети Боярської.
З 2019 року — Художній керівник Театру імені Ленсовєта.
Фігурант бази даних центру «Миротворець».

## Біографія
Народилась 26 січня 1953 року в Ташкенті.
Дід навчався в Ташкентському вищому загальнокомандному командному училищі, і бабуся працювала гувернанткою у генерала. Мати з Волги, наполовину росіянка, наполовину полька. В Ташкенті опинилась, бо вступила в Ташкентський педіатричний медичний інститут. Батьки Лариси розлучилися, коли вона була маленькою. Виховувала її бабуся-естонка, яка старалася говорити з нею по-німецьки. Після розлучення батьків переїхали з матір'ю в місто Чирчик, де Лариса ходила в дитячий садок, брала участь у всіх нових новорічних представленнях і навіть грала Снігуроньку.

Коли їй виповнилось 7 років, батьки знову об'єднались, а сім’я знову опинилася в Ташкенті.

Перший досвід роботи в кіно отримала, коли вчилася у другому класі - знялась на Ташкентській кіностудії у картині «Ти не сирота».— 
У 1974 році закінчила ЛГІТМіК (нині — Російський державний інститут сценічного мистецтва; курс  Ігоря Владимирова).
Працює в Театрі імені Ленсовєта.
В 1986-1988 рр. працювала в Ленінградському театрі імені Ленінського комсомолу (з 1991 р. — театр «Балтійський дім»).
Вела на телебаченні передачу «Театральний бінокль».

### Родина

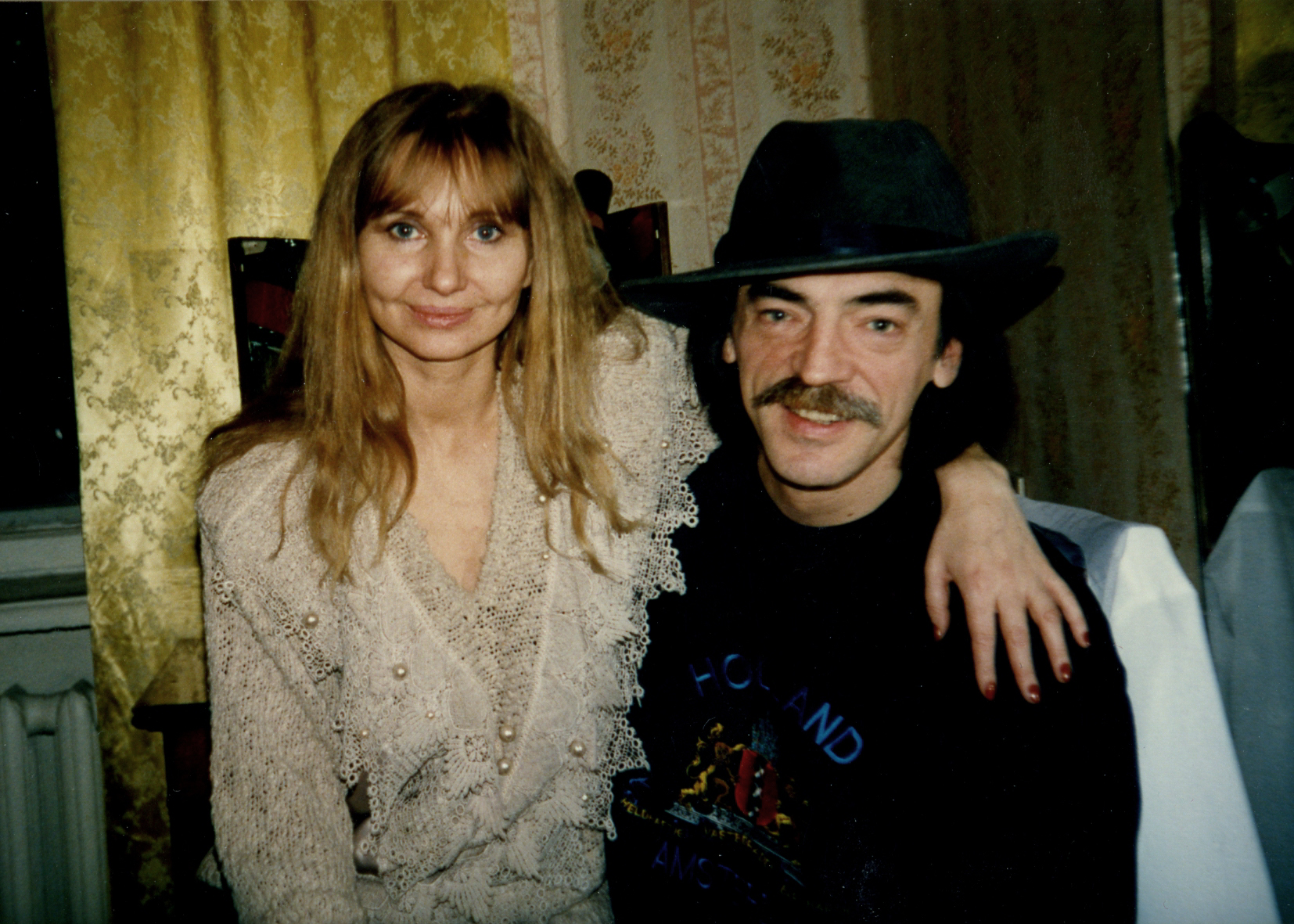
Лариса Луппіан і Михайло Боярський

Прізвище Луппіан має латинське походження і означає «тихий вовк».
- Батько — Регінальд Едуардович Луппіан (1927; Ташкент — 2013; Ташкент)[6] — наполовину німець, наполовину естонець, був спадкоємцем дворянського роду і навіть мав родинний герб[5].
- Мати — Ольга Миколаївна Луппіан (9 березня 1929 — 2 січня 2010; Санкт-Петербург)[7] наполовину російська, наполовину полька, працювала лікарем — педіатром[8][9].
- Чоловік (з 1977 року) — Михайло Боярський (нар. 26.12.1949) — актор театру і кіно, Народний артист РРФСР.
  - Син — Сергій Боярський (нар. 24.01.1980) — депутат Державної думи від партії «Єдина Росія», музикант, бізнесмен. Дружина (з 1998 року) — Катерина Сергіївна Боярська (нар. 28.11.1978).
    - Внучка — Катерина Боярська (нар. 28.11.1998).
    - Внучка — Олександра Боярська (нар. 27.05.2008).

  - Донька — Єлизавета Боярська (нар. 20.12.1985) — актриса театру і актриса театру і кіно, Заслужена артистка Російської Федерації. Чоловік (з 2010 року) — Максим Матвєєв (нар. 28.07.1982) — актор театру і кіно.
    - Онук — Андрій Матвєєв (нар. 7.04.2012).
    - Онук — Григорій Матвєєв (нар. 5.12.2018).

## Визнання і нагороди
- Заслужена артистка РРФСР (1984)
- Народний артист Російської Федерації (1999)

## Творчість

### Ролі в театрі

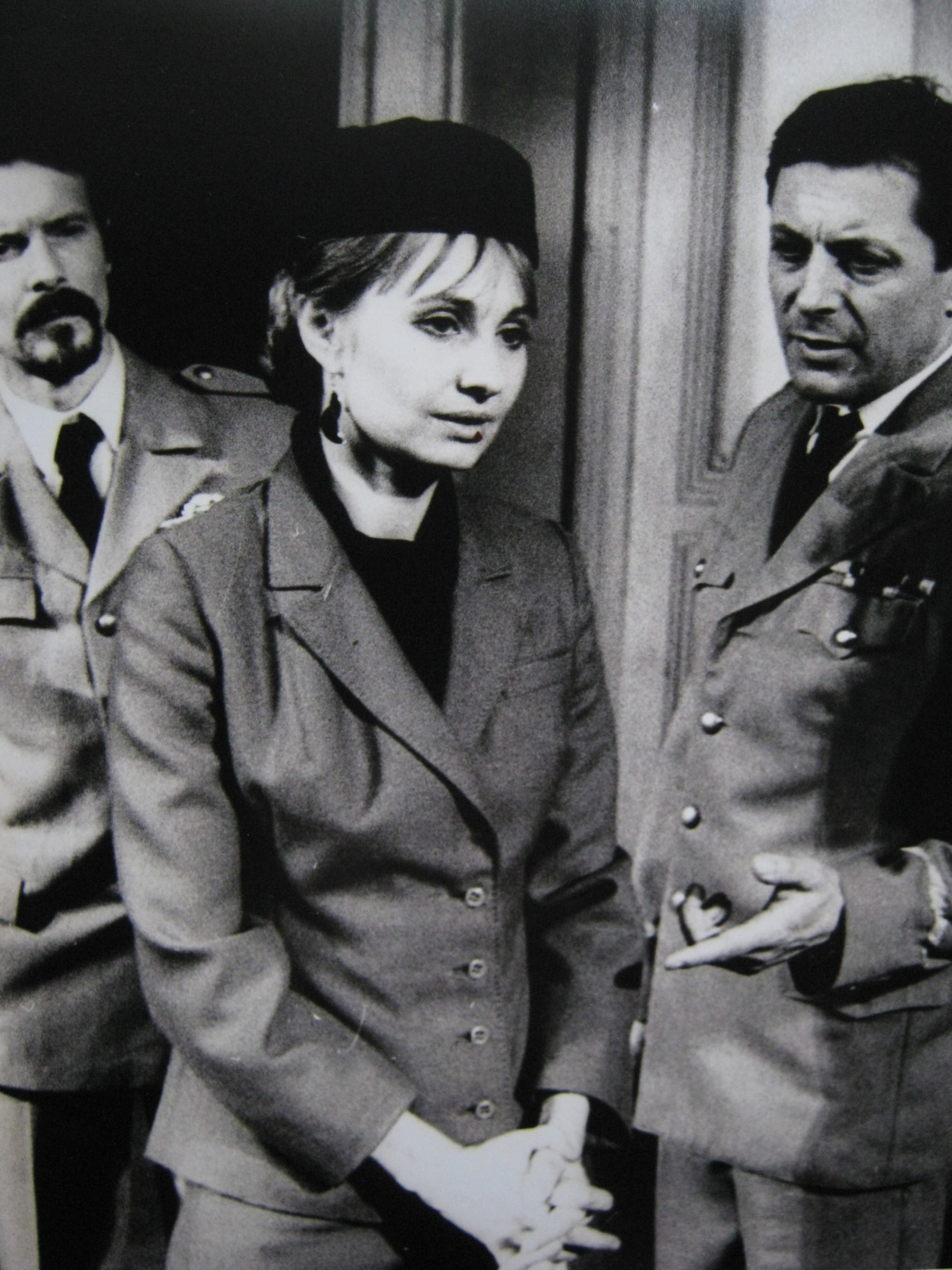
Сцена з вистави «Процес» Ленінградського театру імені Ленінського комсомолу. У ролі Реднитца Юрій Затравкін, в ролі Ірен Гофман Лариса Луппіан, в ролі Лоусона Володимир Tykke, 1987

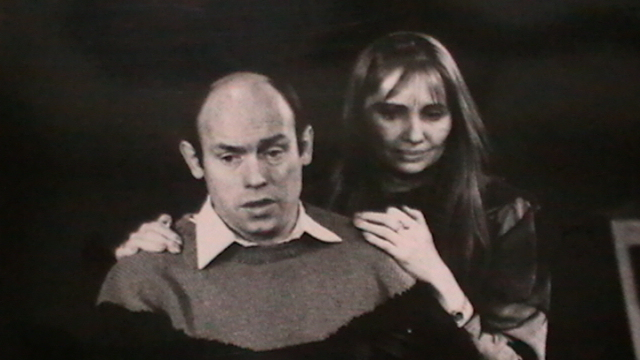
Репетиція вистави Дракон Ленінградський театр Ленком в ролі Кота Ст. Сухоруков в ролі Ельзи Л. Луппіан, 1988

- Малюк і Карлсон, який живе на даху (Бетан)
- Лівша (Блоха, Муришкина, Королева)
- Двері ляскають (Даніель)
- Старший син (Ніна)
- Як намалювати птаха
- Трубадур та його друзі (Принцеса)
- Минулого літа в Чулимську (Валентина)
- Снігова королева (Герда)
- Приборкання норовливої (Б'янка)
- Поспішайте робити добро (Оля)
- Переможниця (Зоя, Дашенька)
- Тригрошова опера (Поллі Пічем)
- Людина і джентльмен (Віола)
- Газовий світло (місіс Менінгем)
- Завтра була війна (Валентина Андроновна)
- Підступність і любов (Леді Мілфорд)
- Таланти і шанувальники (Смельська)
- Ти і тільки ти (Анні)
- Особа (Оттилия Эгерман)
- Маленька дівчинка (Ольга Сомова)
- Прекрасне неділю для пікніка (Еліна)
- Процес (Ірен Гофман)
- Дракон» (Ельза)
- Одруження Белугина» (Олена)
- 1985 — Овод за мотивами роману Етель Ліліан Войнич. Режисер: Геннадій Єгоров — Джемма
- Група (Ніна)
- Інтимне життя (Аманда)
- Хто боїться Вірджинії Вульф? (Березня)
- Змішані почуття (Христина Міллер)
- Трамвай Бажання (Бланш)
- Фредерік, або Бульвар злочинів (Жорж)
- На всякого мудреця досить простоти (Софія Гнатівна Трусина)
- Заповідник (Вікторія Альбертівна)
- NIGHT AND DAY (Жанна)
- Ліс (Раїса Павлівна Гурмижська)

### Ролі у кіно
- 1962 — Ти не сирота — Дзидра, прийомна донька
- 1974 — Зайвий день у червні (телеспектакль)
- 1979 — Пізня зустріч («Терміново потрібні сиве волосся») — Наташа Проскурова, молода ленінградська актриса театру і кіно
- 1984 — Букет мімози й інші квіти — Альона
- 1987 — Мій бойовий розрахунок
- 1992 — Мушкетери двадцять років потому — черниця
- 1994 — Глухар
- 1999 — рос. Плачу вперед!  — Поліна Аметистова
- 2002 — Інтимне життя — Аманда
- 2004 — Вулиці розбитих ліхтарів-6 — Зеленіна
- 2005 — Таємниці слідства — Полянська, дружина Калабанова
- 2005 — Своя чужа життя — Ірина Володимирівна, власниця ресторану «Візантія»
- 2006—2007 — Гончі — слідчий Чулкова
- 2007 — Іронія долі. Продовження — реєстратор в аеропорту
- 2009 — Слово жінці (серіал)
- 2009 — Браво, Лауренс!

### Робота на телебаченні
- Автор і ведуча програми «Театральний бінокль».

### Дубляж мультфільмів
- 2003 — 101 далматинець 2: Пригоди Патча в Лондоні — Педді